# Open Diputación 2005
L'Open Diputación 2005 è stato un torneo di tennis facente parte della categoria ATP Challenger Series nell'ambito dell'ATP Challenger Series 2005. Il torneo si è giocato a Cordova in Spagna dal 27 giugno al 3 luglio 2005 su campi in cemento.

## Vincitori

### Singolare
Marcos Baghdatis ha battuto in finale  Alejandro Falla con il punteggio di 6–3, 6–3

### Doppio
Serhij Stachovs'kyj /  Vladimir Volčkov hanno battuto in finale  Nicolas Mahut /  Gilles Müller con il punteggio di 7–5, 5–7, 6–1